# Ithomia spruceana
Ithomia spruceana är en fjärilsart som beskrevs av Bates 1866. Ithomia spruceana ingår i släktet Ithomia och familjen praktfjärilar. Inga underarter finns listade i Catalogue of Life.